# 5 Dywizja Polowa Luftwaffe
5 Dywizja Polowa Luftwaffe (niem. 5. Luftwaffen-Felddivision) – utworzona na terenie Niemiec w październiku 1942 roku. 

## Formowanie iw alki
Dywizja walczyła na południowym odcinku frontu wschodniego w ramach 17 i 6 Armii. W styczniu 1943 roku brała udział podczas walk odwrotowych z Kaukazu. Od lutego do kwietnia broniła przyczółku kubańskiego. W maju ewakuowana została na Krym. We wrześniu 1943 roku walczyła o Melitopol i poniosła ciężkie straty. W listopadzie została przemianowana (jak wszystkie dywizje polowe Luftwaffe) na 5. Felddivision (L) i przydzielona do wojsk lądowych. Wykrwawioną dywizję przeniesiono do Besarabii w celu odtworzenia. Do pełnej rekonstrukcji wyniszczonego związku taktycznego nigdy nie doszło, udało się jedynie przygotować jeden pułk strzelców (9. polowy pułk (L)). Osłabiona dywizja walczyła od stycznia 1944 r. w ramach rumuńskiej 3 Armii o przyczółek mikołajowski i od marca do maja na odcinku odeskim. W maju została definitywnie rozwiązana a ocalałych żołnierzy przekazano do 76, 320 i 335 Dywizji Piechoty.

## Skład bojowy dywizji
1942
- I-IV bataliony strzelców polowych
- 5 polowy batalion artylerii Luftwaffe
- 5 polowa kompania cyklistów Luftwaffe
- 5 polowa kompania dział szturmowych Luftwaffe
- 5 polowa kompania inżynieryjna Luftwaffe
- 5 polowa kompania łączności Luftwaffe
- 5 polowe dywizyjne oddziały zaopatrzeniowe Luftwaffe

## Dowódcy dywizji
- Generalmajor Luftwaffe Hans-Joachim von Armin (od przełomu października i listopada 1943)
- Oberst Hans-Bruno Schulz-Helm (od grudnia 1942 do 1 listopada 1943)
- Generalmajor Botho Graf von Hülsen (od 10 marca do 1 czerwca 1944)

Brak danych kto dowodził dywizją od listopada 1943 do 10 marca 1944.